# Pierre-Valentin Berthier
Pour les articles homonymes, voir Berthier.
Pierre-Valentin Berthier, né le 18 septembre 1911 à Issoudun (Indre) et mort le 6 mai 2012 à Bagnolet, est un journaliste, correcteur de professions. Il est également poète et écrivain libertaire et pacifiste.

## Biographie
Pierre-Valentin Berthier quitte le collège, avant d’avoir passé son Brevet, pour ne pas affronter le conseil de discipline qui s’apprête à l’exclure. Il est, de 1926 à 1936, ouvrier dans l’entreprise familiale à Issoudun.
En 1932, il fonde une section locale des Combattants de la Paix, et en 1934, participe aux débuts du journal de Fernand Planche, La Conquête du Pain. À la même époque, il a des démêlés avec l’autorité militaire en tant qu’objecteur de conscience.
En 1936, il devient le correspondant local du Journal du département de l’Indre qui deviendra Le Département sous l’Occupation puis La Marseillaise du Berry à la Libération.
Pendant la guerre d’Espagne, il organise à Issoudun un meeting de soutien à la Confédération nationale du travail et à la Fédération anarchiste ibérique avec comme orateur Aristide Lapeyre. Contraint par la guerre de suspendre son militantisme libertaire, il continue à fréquenter ses vieux amis Marius Jacob et Louis Briselance.
Après avoir été 15 ans journaliste à Issoudun, il est licencié lorsque la direction du journal tombe sous influence communiste à la libération.
En 1951, il travaille comme correcteur dans l’imprimerie et adhère au syndicat des correcteurs de Paris le 1er mars 1953. En 1957, il est correcteur au journal Le Monde.
À l’automne 1952 il est avec, notamment, Maurice Joyeux, Louis Louvet et André Prudhommeaux, membre du comité d’initiative du Centre de recherches philosociales qui organise des débats à la salle des Sociétés savantes de Paris.
En 1952-53, il assure la rédaction d’un billet hebdomadaire dans La République du Centre à Orléans. Il écrit également dans le journal hebdomadaire de la Confédération nationale du travail espagnole en exil, Espoir. À partir de janvier 1957, il travaille au journal Le Monde jusqu'à sa retraite en 1976.

## Œuvres
Poète d'abord, écrivain ensuite, il publie plusieurs plaquettes de vers, de nombreux romans – dont Sitting Bull en 1952 et Mademoiselle Dictateur en 1956.
En 1957, L’Enfant des ombres est, selon Thierry Maricourt, le roman dans lequel se révèle le talent de son auteur.
En 1959, dans le roman On a tué M. Système, il expose ses conceptions économiques.
Il coécrit avec Jean-Pierre Colignon, également correcteur au Monde, une dizaine d’ouvrages sur les particularités de la langue française.
Son témoignage sur sa vie de journaliste pendant la guerre, La Cité dans le tunnel (2003), a reçu le prix de la ville de Châteauroux.
Il collabore, comme militant, à un grand nombre de journaux et revues libertaires dont Le Libertaire, Défense de l’Homme et Liberté de Louis Lecoin, L’En-dehors, Le Monde libertaire, Pensée et Action de Hem Day, Le Réfractaire de May Picqueray, La Rue revue du groupe Louise Michel et L’Union pacifiste.
Il est également l’auteur de la mise en forme d’un tapuscrit des Mémoires de Vandamme dit Mauricius consultable à l’Institut international d'histoire sociale d’Amsterdam.

### Bibliographie

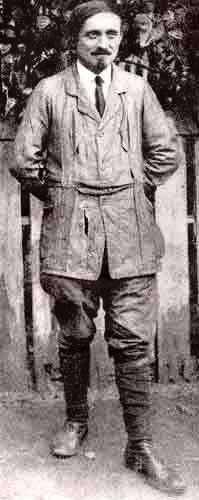
E. Armand

## Notices
- Dictionnaire des anarchistes, « Le Maitron » : notice biographique.
- Dictionnaire international des militants anarchistes : notice biographique.
- Dictionnaire biographique du mouvement ouvrier français, « Le Maitron » : notice biographique.
- Centre international de recherches sur l'anarchisme (Lausanne) : notice bibliographique.
- Babelio - notice biographique.
- Micheline Bougnoux, Pierre-Valentin Berthier n'est plus, La République du Centre, 9 mai 2012, notice nécrologique.
- Institut international d'histoire sociale - photographie & photographie - bibliographie.
- Catalogue général des éditions et collections anarchistes francophones (Cgécaf) - bibliographie.
- RA.forum - notice biographique.